# Thomas von Harqel
Thomas von Harqel (Ende 6./Anfang 7. Jahrhundert) war ein syrisch-orthodoxer („jakobitischer“) Bischof von Mabbug (heute: Manbidsch). Von dort wurde er zur Zeit des Kaisers Maurikios (vor 602) vertrieben und emigrierte nach Ägypten. Später war er im Gefolge des syrisch-orthodoxen Patriarchen (wohl Athanasios I. Gammolo) bei Unionsverhandlungen unter Kaiser Herakleios.
Vor seiner Erhebung zum Bischof hatte Thomas griechische Studien betrieben und als Mönch gelebt. In seinem alexandrinischen Zufluchtskloster stellte Thomas auf Grundlage der Philoxenia (Überarbeitung des syrischen Neuen Testaments durch Philoxenos von Mabbug) und griechischen Handschriften zusammen mit Mitarbeitern eine eigene Rezension des syrischen Neuen Testaments („Heraklensis“) fertig. (teilweise als eigenständige neue Übersetzung gewertet) Auch vermittelte er von dort aus in Unionsverhandlungen (609/610, also noch unter Kaiser Phokas).